# Femke Kindt
Femke Kindt (9 februari 1993) is een Belgisch volleybalster.

## Levensloop
Kindt was tijdens haar jeugd actief bij VC Gavere en vervolgens VC Nazareth. Vervolgens volgde ze les aan de Topsportschool Vilvoorde. In 2019 sloot ze aan bij VC Oudegem. Met deze club behaalde ze in 2022 de Beker van België. Sinds 2022-'23 is ze aan de slag bij Volley Oudenaarde.
Haar broer Lou en zus Bieke zijn eveneens actief in het volleybal.